# Adult Video News
Adult Video News, mestadels känd som AVN, är en amerikansk månatligen utkommande nyhetstidning som täcker den pornografiska filmbranschen. Tidningen, som grundades 1983, har den roll för den nordamerikanska porrbranschen som Billboard har för musikbranschen. AVN sponsrar en årlig branschmässa, som under namnet AVN Adult Entertainment Expo arrangeras i januari varje år i Las Vegas. Under mässans gång utdelas också AVN Awards, vid en prisgala för porrbranschen som är modellerad efter den årliga Oscarsgalan.

## Innehåll
I AVN publiceras recensioner av porrfilmer, och i ett nummer av tidningen kan över 500 filmrecensioner få plats. Dessutom förmedlas nyheter från branschen. Tidningen består till 80 procent av annonser och riktar sig främst mot videoförsäljare och -uthyrare. Dess artiklar har beskrivits som en blandning av journalistik och marknadsföring, och den har setts som en sorts Variety för den pornografiska branschen.

## Historia

### Tidningshistorik
Adult Video News grundades 1983 i Philadelphia av trion Paul Fishbein, Irv Slifkin och Barry Rosenblatt. Olika intressen, under en tid då den nordamerikanska porrbranschen omvandlades från bio- till videobaserad underhållning, gjorde att endast Fishbein återstod i tidningsledningen fyra år senare. Så småningom flyttades utgivningen till San Fernando Valley, där den sedan dess är baserad. 2010 sålde Fishbein tidningen.
2007 lanserade AVN en europeisk upplaga av tidningen – AVN Europe. Den levererade månatligen under två års tid nyheter från den europeiska porrfilmsmarknaden, innan den slutligen lades ner sommaren 2009. Tidningen var baserad i Budapest i Ungern, ett land med en stor egen produktion.

### Adult Entertainment Expo
1984 sponsrade tidningen den första upplagan av Adult Entertainment Expo (AEE), den största branschmässan för pornografi i Nordamerika. Fram till och med 2011 fungerade den som en sektion av den stora konsumentelektronikmässan CES.
På AEE delas sedan starten ut de olika AVN Awards-statyetterna, på en gala modellerad efter den allmänna filmbranschens Oscarsgala och med en mängd olika priskategorier. Galan har genom åren bevakats av olika TV-kanaler, inklusive Playboy TV mellan 1998 och 2007, och Showtime sedan 2008.
Tidningen sponsrar även den särskilda GayVN Awards-galan, som sedan 1986 belönar insatser inom bögpornografi. Prisgalan arrangeras separat sedan 1998.